# Lerista dorsalis
Lerista dorsalis — вид сцинкоподібних ящірок родини сцинкових (Scincidae). Ендемік Австралії.

## Поширення і екологія
Lerista dorsalis мешкають на узбережжі Великої Австралійської затоки, від південного сходу Західної Австралії до нижньої течії річки Муррей в Південній Австралії, а також на сусідніх островах та в горах Фліндерс. Вони живуть на прибережних пустищах, в чагарникових заростях і рідколіссях, під камінням і поваленими деревами, серед опалого листя.